# Spedizione tedesca nel Caucaso

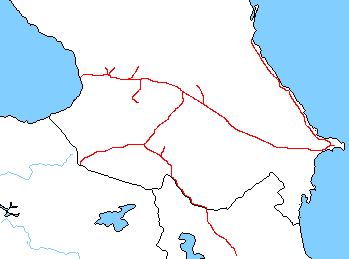
Ferrovia transcaucasica nel 1916

La spedizione tedesca nel Caucaso fu una spedizione militare inviata alla fine del maggio 1918 dall'Impero tedesco nell'ex Transcaucasia russa durante la campagna del Caucaso della prima guerra mondiale. Il suo obiettivo principale fu quello di stabilizzare la Repubblica Democratica filo-tedesca di Georgia e di garantire l'approvvigionamento di petrolio alla Germania impedendo all'Impero ottomano di ottenere l'accesso alle riserve petrolifere vicino Baku, nella penisola di Absheron.

## Contesto
Il 5 dicembre 1917, l'armistizio di Erzincan firmato da russi e ottomani, pose fine ai conflitti armati tra la Russia e l'Impero ottomano nella campagna del Caucaso del teatro mediorientale della prima guerra mondiale. Il Comitato Unione e Progresso si mosse per ottenere l'amicizia dei bolscevichi con la firma del trattato di amicizia ottomano-russo (1º gennaio 1918). L'11 gennaio 1918 Lenin e Stalin firmarono il decreto speciale Sull'Armenia che armava e rimpatriava oltre 100 000 armeni dall'ex esercito zarista da inviare nel Caucaso per operazioni contro gli interessi ottomani. Il 20 gennaio 1918, Talaat Pascià partecipò a una protesta ufficiale contro i bolscevichi che armavano le legioni dell'esercito armeno e replicò: "il leopardo russo non aveva cambiato le sue macchie". I bolscevichi e gli armeni avrebbero preso il posto dell'armata russa del Caucaso di Nikolaj Nikolaevič Judenič.
Il 3 marzo 1918, l'armistizio di Erzincan fu seguito dal trattato di Brest-Litovsk che segnava l'uscita della Russia dalla prima guerra mondiale. Tra il 14 marzo e l'aprile 1918 si tenne la conferenza di pace di Trebisonda tra l'Impero ottomano e la delegazione della Dieta Transcaucasica (o Sejm Transcaucasico). Enver Pascià offrì la resa di tutte le ambizioni turche nel Caucaso in cambio del riconoscimento della riacquisizione ottomana delle province dell'Anatolia orientale a Brest-Litovsk alla fine dei negoziati. Il trattato di Brest-Litovsk fornì un po' di sollievo ai bolscevichi che erano impegnati a combattere nella guerra civile. Tuttavia, i giacimenti petroliferi di Baku non erano sotto il controllo dei russi e la Germania aveva una forte domanda di petrolio. Dal 30 marzo al 2 aprile 1918, migliaia di azeri e altri musulmani nella città di Baku e nelle aree adiacenti del governatorato di Baku della Repubblica Federale Democratica Transcaucasica furono massacrati dai Dashnak con il forte sostegno dei bolscevichi sovietici. Questo evento è noto come i Giorni di Marzo o gli Eventi di Marzo.
Il 5 aprile, il capo della delegazione transcaucasica Akaki Chkhenkeli accettò il Trattato di Brest-Litovsk come base per ulteriori negoziati e telegrafò agli organi di governo esortandoli ad accettare questa posizione. L'umore prevalente a Tiflis era molto diverso. Gli armeni fecero pressioni sulla Repubblica affinché rifiutasse e riconobbero l'esistenza di uno stato di guerra tra loro e l'Impero ottomano. Le ostilità ripresero e le truppe ottomane sotto Vehip Pascià invasero nuove terre a est, raggiungendo le frontiere prebelliche.
L'11 maggio si aprì a Batumi una nuova conferenza di pace. A questa conferenza gli ottomani estesero le loro richieste per includere Tiflis così come Alessandropoli ed Echmiadzin; volevano anche realizzare una ferrovia per collegare Kars e Julfa con Baku. I membri armeni e georgiani della delegazione della Repubblica cominciarono a temporeggiare. A partire dal 21 maggio, l'esercito ottomano proseguì in avanti ancora una volta. Il conflitto che ne seguì portò alla battaglia di Sardarapat (21-29 maggio), alla battaglia di Kara Killisse (1918) (24-28 maggio) e alla battaglia di Bash Abaran (21-24 maggio). Il 28 maggio 1918, la Georgia firmò il Trattato di Poti con la Germania e accolse con favore la prospettiva di una spedizione tedesca, vedendo i tedeschi come protettori contro il caos post-rivoluzionario russa e l'avanzata militare ottomana.

## Forze
La spedizione era composta quasi esclusivamente da truppe bavaresi e comprendeva la 7ª brigata di cavalleria bavarese, rinforzata dal 29º reggimento di fanteria bavarese (7º e 9º battaglione Jäger), il 10º battaglione Sturm, 1 distaccamento di mitraglieri e la 176ª compagnia mortai. La forza consisteva di 3 000 truppe ed era comandata dal maggiore generale Friedrich Freiherr Kress von Kressenstein. Anche il generale Erich Ludendorff fu coinvolto nella supervisione e nell'organizzazione della spedizione; incontrò i rappresentanti georgiani a Berlino, accompagnandoli a vedere il Kaiser Guglielmo II. Oltre ai georgiani del Caucaso, erano anche presenti i georgiani che prestavano servizio nella legione georgiana dell'esercito imperiale tedesco. Molti di questi ufficiali e soldati furono premiati dall'Ordine georgiano della Regina Tamara, emesso appositamente per il personale militare tedesco. Questa forza fu trasportata via mare dalla Crimea al porto georgiano di Poti sul Mar Nero, dove sbarcò l'8 giugno 1918, e fu successivamente rinforzata dalle truppe tedesche richiamate dalla Siria e dall'Ucraina per il servizio in Georgia.
L'Impero ottomano aveva nella regione la Terza Armata.

## Spedizione

### Preludio
Il 4 giugno, sotto la minaccia diretta della terza armata ottomana, che era avanzata a 7 km di Erevan e a 10 km di Echmiadzin, la Prima Repubblica di Armenia firmò il Trattato di Batumi.
Il 10 giugno, le forze tedesche arrivarono a Tiflis, la capitale della Georgia, e tennero una parata militare congiunta tedesco-georgiana nell'arteria principale della città. Alla spedizione tedesca si unirono presto gli ex prigionieri di guerra tedeschi in Russia e i coloni mobilitati del Württemberg che si erano stabiliti in Georgia a metà del XIX secolo. Guarnigioni combinate tedesco-georgiane erano di stanza in varie regioni della Georgia, tra cui Poti, Ochamchire, Kutaisi e Borchalo.

### Lo scontro
L'arrivo delle truppe tedesche in Georgia coincise con la crescente rivalità tedesco-turca per l'influenza e le risorse caucasiche, in particolare i giacimenti petroliferi vicino Baku, nella Repubblica Democratica di Azerbaigian, sul Caspio e il relativo collegamento ferroviario e oleodotto a Batumi sul Mar Nero (oleodotto Baku-Batumi). All'inizio di giugno 1918, la terza armata ottomana sotto Vehip Pascià rinnovò la sua offensiva sulla strada principale per Tiflis e affrontò una forza congiunta tedesco-georgiana.
Il 10 giugno, i turchi attaccarono e presero molti prigionieri, portando a una minaccia ufficiale da Berlino di ritirare il suo sostegno e le sue truppe dall'Impero ottomano. Hans von Seeckt fu inviato in Georgia e incontrò Enver Pascià a Batumi. Il governo ottomano dovette cedere alle pressioni tedesche licenziando Vehip Pascià, interrompendo la sua corsa, per il momento, e avanzando ulteriormente in Georgia per la ferrovia Batumi-Tiflis-Baku e l'oleodotto associato. Gli ottomani riorientarono la loro direzione strategica verso l'Azerbaigian con un'azione di blocco contro le forze britanniche nella Persia nordoccidentale. Nuri Pascià guidò l'unità sotto l'esercito islamico del Caucaso noto anche come l'esercito ottomano dell'Islam.

### Sulla via per Baku
Contemporaneamente, altre due divisioni tedesche furono spostate dai Balcani e dall'Ucraina per avanzare su Baku. Allo stesso tempo, la Germania fornì assistenza finanziaria al governo bolscevico a Mosca e si offrì di fermare l'esercito ottomano dell'Islam in cambio dell'accesso garantito al petrolio di Baku. Secondo l'accordo del 27 agosto tra il governo bolscevico di Mosca e la Germania, quest'ultima avrebbe ricevuto un quarto della produzione petrolifera di Baku che sarebbe stata inviata attraverso il Mar Caspio e lungo il basso Volga alle forze supportate dai tedeschi in Ucraina.
Il governo tedesco chiese all'Impero ottomano di fermare un'offensiva in Azerbaigian ma Enver Pascià ignorò questa richiesta. Dopo la battaglia di Baku, l'esercito ottomano dell'Islam sotto Nuri Pascià, sulla scia delle forze sovietiche in evacuazione, conquistò la città il 15 settembre 1918.
Il distaccamento sovietico Bicherakhov e la spedizione tedesca nel Caucaso guidata dal colonnello Friedrich von der Holtz si incontrarono il 17 settembre, insieme alle forze della Comune di Baku che stavano lasciando la città. Grigory Korganov fu un attivista comunista georgiano che partecipò alla battaglia di Baku, nonché uno dei 26 commissari di Baku e leader del partito bolscevico in Azerbaigian durante la rivoluzione russa. Tuttavia, una grave crisi politica in Germania, iniziata più tardi quel mese, fece fallire la spedizione nel Caucaso.

## Conseguenze
Il 21 ottobre il governo tedesco ordinò il ritiro di tutte le truppe dalla regione. L'ultima nave con a bordo soldati tedeschi partì da Poti, in Georgia, il 13 dicembre 1918. Così, nell'aprile 1919 divenne l'ultima formazione militare tedesca a tornare in patria dal servizio attivo durante la prima guerra mondiale.